# Dmitrij Karpow
Dmitrij Karpow (kaz. Дмитрий Васильевич Карпов; ur. 23 lipca 1981 w Karagandzie) – kazachski lekkoatleta specjalizujący się w wielobojach.
Tuż za podium – na czwartym miejscu – ukończył rywalizację podczas mistrzostw świata juniorów w 2000. W kolejnym sezonie wygrał igrzyska Azji Wschodniej, a w 2002 wywalczył srebrny medal igrzysk azjatyckich. Brązowy medalista mistrzostw świata w Paryżu (2003) oraz igrzysk olimpijskich w Atenach (2004). Czwarty wieloboista mistrzostw świata w hali z Budapesztu (2004). Nie udało mu się ukończyć rywalizacji na mistrzostwach świata w 2005, a na koniec 2006 wygrał igrzyska azjatyckie. Latem 2007 powtórzył sukces z roku 2003 i ponownie zdobył brązowy medal mistrzostw świata. Sezon olimpijski 2008 rozpoczął od zajęcia trzeciego miejsca w siedmioboju na halowych mistrzostwach świata. Nie ukończył dziesięcioboju na igrzyskach olimpijskich w Pekinie. W 2009 na odległym miejscu ukończył mistrzostwa świata oraz zdobył srebrny medal halowych igrzysk Azji. Na koniec 2010 drugi raz w karierze został mistrzem igrzysk azjatyckich. Bez sukcesów startował w Daegu w roku 2011 na mistrzostwach świata. Na początku 2012 został halowym mistrzem Azji w siedmioboju. Złoty medalista mistrzostw Azji w 2013.
Wielokrotny medalista mistrzostw Kazachstanu oraz uczestnik prestiżowego mityngu wielobojowego Hypo-Meeting w Götzis.
Rekordy życiowe: siedmiobój (hala) – 6229 pkt. (16 lutego 2008, Tallinn); dziesięciobój (stadion) – 8725 pkt. (24 sierpnia 2004, Ateny). Rezultaty Karpowa w konkurencjach wielobojowych to halowy rekord Azji oraz rekord Azji na stadionie. Wieloboista jest także halowym rekordzistą Kazachstanu w skoku w dal (7,99 w 2004). 

## Osiągnięcia
| Rok  | Impreza                     | Miejsce           | Konkurencja   | Lokata      | Wynik     |
| ---- | --------------------------- | ----------------- | ------------- | ----------- | --------- |
| 2000 | Mistrzostwa świata juniorów | Santiago          | dziesięciobój | 4. miejsce  | 7366 pkt. |
| 2001 | Igrzyska Azji Wschodniej    | Osaka             | dziesięciobój | 1. miejsce  | 7567 pkt. |
| 2002 | Igrzyska azjatyckie         | Pusan             | dziesięciobój | 2. miejsce  | 7995 pkt. |
| 2003 | Mistrzostwa świata          | Paryż Saint-Denis | dziesięciobój | 3. miejsce  | 8374 pkt. |
| 2004 | Halowe mistrzostwa świata   | Budapeszt         | siedmiobój    | 4. miejsce  | 6155 pkt. |
| 2004 | Igrzyska olimpijskie        | Ateny             | dziesięciobój | 3. miejsce  | 8725 pkt. |
| 2005 | Mistrzostwa świata          | Helsinki          | dziesięciobój | –           | DNF       |
| 2006 | Igrzyska azjatyckie         | Doha              | dziesięciobój | 1. miejsce  | 8384 pkt. |
| 2007 | Mistrzostwa świata          | Osaka             | dziesięciobój | 3. miejsce  | 8586 pkt. |
| 2008 | Halowe mistrzostwa świata   | Walencja          | siedmiobój    | 3. miejsce  | 6131 pkt. |
| 2008 | Igrzyska olimpijskie        | Pekin             | dziesięciobój | –           | DNF       |
| 2009 | Mistrzostwa świata          | Berlin            | dziesięciobój | 21. miejsce | 7952 pkt. |
| 2009 | Halowe igrzyska azjatyckie  | Hanoi             | siedmiobój    | 2. miejsce  | 5691 pkt. |
| 2010 | Igrzyska azjatyckie         | Kanton            | dziesięciobój | 1. miejsce  | 8026 pkt. |
| 2011 | Mistrzostwa świata          | Daegu             | dziesięciobój | 21. miejsce | 7550 pkt. |
| 2012 | Halowe mistrzostwa Azji     | Hangzhou          | siedmiobój    | 1. miejsce  | 5928 pkt. |
| 2012 | Igrzyska olimpijskie        | Londyn            | dziesięciobój | 18. miejsce | 7926 pkt. |
| 2013 | Mistrzostwa Azji            | Pune              | dziesięciobój | 1. miejsce  | 8037 pkt. |
| 2013 | Mistrzostwa świata          | Moskwa            | dziesięciobój | –           | DNF       |
| 2014 | Halowe mistrzostwa Azji     | Hangzhou          | siedmiobój    | 1. miejsce  | 5752 pkt. |
| 2014 | Igrzyska azjatyckie         | Inczon            | dziesięciobój | 4. miejsce  | 7749 pkt. |